# Engel Hartman
Engel Hartman, född omkring 1699 i Stockholm, död 1769 i Stockholm, var en svensk medaljgravör och stämpelmästare. 
Han var son till medaljkonstnären Carl Gustaf Hartman och Anna Ekelund och gift första gången 1724 med Magdalena Reincke och andra gången från 1747 med Anna Maria Svart samt far till gravören Carl Ludvig Hartman. Han fick enligt Carl Reinhold Berch en dålig och ofullkomlig utbildning av sin far i mynt och medaljkonsten och i likhet med sin far försörjde han sig till en början genom mer eller mindre tillfälliga uppdrag. Han etablerade  1750 en knappfabrik där han själv skar de nödvändiga stamparna medan arbetet med montering och prägling utfördes av anställda. Hans arbeten från fabriken fick många lovord från manufakturinspektionen men avsättningen av hans knappar blev låg på grund av det höga priset i jämförelse med importerade knappar. Efter att gördelmakarna 1758 köpt ett begagnat prägelverk från myntverket blev konkurrensen för stor och Hartman upphörde med sin produktion omkring 1760. Bland hans arbeten märks de stampar han skar för 1 öres mynten och ett tiotal skådepenningar över bland annat Fredrik I och Ulrika Eleonoras födelsedagar, Konung Fredriks återkomst 1731 och Tronföljarvalet 1743. Han konstruerade även en stämpelmaskin som användes till att stämpla underhaltiga tyger.  